# جهة مراكش تانسيفت الحوز
مراكش - تانسيفت - الحوز هي إحدى الجهات الإدارية في التقسيم الجهوي القديم للمملكة المغربية، وقد تمت إعادة تسميتها بجهة مراكش - أسفي في التقسيم الجديد.
كانت الجهة تُحد شمالا بجهة الشاوية ورديغة، ومن الشمال الغربي بجهة دكالة عبدة، وشرقا بجهة تادلة أزيلال، وجنوبا بجهة سوس ماسة درعة، وغربا بالمحيط الأطلسي، تعرف هذه المنطقة بسحرها السياحي حيث تعتبر وجهة مراكش السادسة عالميا كأفضل وجهة سياحية لسنة 2013.

## التقسيم الإداري
تضم جهة مراكش تانسيفت الحوز، من حيث التقسيم الإداري:
- عمالة مراكش
- إقليم الحوز
- إقليم شيشاوة
- إقليم قلعة السراغنة
- إقليم الصويرة
- إقليم الرحامنة

كما يبلغ عدد الجماعات بالجهة حوالي:
- 198 جماعة قروية.
- 18 جماعة حضرية.

بلغ عدد سكان الجهة 3,088,338 نسمة في الإحصاء المغربي الرسمي لعام 2004 بحيث شكل سكانها نسبة 10,38% من اجمالي سكان المغرب.

## المواقع الأثرية

### موقع أغمات
تقع هذه المدينة الأثرية بجماعة أغمات على بعد 30 كلم من مراكش، على الطريق المؤدية إلى أوريكة. ويتم الوصول إليها عبر طريق غير معبدة طولها كيلومترين.
تعتبر مدينة أغمات الأثرية من أهم حواضر المغرب الإسلامي خلال العصر الوسيط الأعلى، إذ يصفها الجغرافيون العرب كقاعدة ادريسية مزدهرة. وخلال القرن الحادي عشر، وصفها الجغرافي
أبو عبيد البكري بقوله: «ومدينة أغمات، مدينتان سهليتان إحداهما تسمى أغمات أيلان والأخرى أغمات وريكة... وبها مسكن رئيسهم، وبها ينزل التجار والغرباء، وأغمات أيلان... بلد واسع تسكنه قبائل مصمودة في قصور وديار... وبها أسواق جامعة...»
ونظرا لهذه المكانة المتميزة كعاصمة لإمارة مغراوة وزعيمها لقوت بن يوسف، استقر بها المرابطون أثناء زحفهم نحو المناطق الشمالية ولم يبرحوها إلا بعد اتخاذ قرار تشييد مدينة مراكش سنة 1062م. وعلى عهد يوسف بن تاشفين اتخذت أغمات مقرا لإقامة ونفي ملوك الطوائف بعد توحيد بلاد الأندلس، خاصة المعتمد بن عباد، ملك اشبيلية، وعبد الله بن زيري، ملك غرناطة.
تعرضت أغلب مكونات مدينة أغمات الأثرية إلى التدمير والاندثار، ولم يبق منها إلا جزء من السور والحمام الكبير وبعض المساكن والقنوات المائية. ففي الجهة الجنوبية الغربية للموقع ترتفع بقايا سور مبني بالحجارة والطابية تمتد على حوالي مائة متر، ويتراوح سمكها ما بين 1.90م و2.80م. ونظرا لأهمية الموقع، أجري مسح جيوفيزيائي أبان عن طبقات أثرية هامة تبرز جلها الإمكانيات الهائلة التي يختزنها الموقع. إلا أن أهم ميزة لفضاء الموقع، تتمثل في تخطيط الذي ارتبط في كل مكوناته بالساقية الكبرى أو ساقية تاسلطانت التي تقسم الموقع إلى شطرين، وكذا في وجود ثلاث صهاريج مربعة الشكل وخطارات تؤكد الازدهار العمراني للمدينة ومكانتها كعاصمة لإمارة مغراوة وحاضرة لحوز مراكش.

### ضريح المعتمد بن عباد
في سنة 1970 تم بناء ضريح المعتمد بن عباد الذي يحتضن بالإضافة إلى قبر الملك الشاعر، قبر زوجته اعتماد الرميقية وابنه، والذي يتشكل من قبة مصغرة طبق الأصل للقبة المرابطية بمراكش تزينها بعض الأبيات الشعرية التي نظمها الأمير الشاعر المعتمد بن عباد في رثاء حال.

### موقع تيــنمل
تقع تينمل على بعد 100 كلم جنوب شرق مدينة مراكش، على الطريق المؤدية إلى تارودانت عبر ممر تيزي نتاست. وتنتشر أطلالها على الضفة اليسرى لواد نفيس وسط جبال الأطلس الكبير على علو يناهز 1230م. لا زال الموقع والمسجد والقرية الحالية يحملون الاسم القديم «تينمل».
مع بداية القرن الثاني عشر الميلادي ظهرت في أعالي جبال الأطلس حركة دينية إصلاحية توحيدية تزعمها المهدي بن تومرت الذي نصب زعيما روحيا للموحدين سنة 1121م. وقد أمر بعد مرور أربع سنوات على حكمه ببناء مدينة تينمل وجعلها عاصمة له وقاعدة عسكرية لجيوشه. بعد وفاته، وتخليدا لذكراه، أمر خلفه عبد المؤمن بن علي الكومي في سنة 1153 م ببناء مسجد تينمل، وتحول الموقع على إثر ذلك إلى مقبرة ملكية للخلفاء الموحدين. خلال العصر المريني تعرضت المدينة للهدم والتخريب من طرف الجنود المرينيين، ولم يستثن من ذلك إلا المسجد الذي أصبح يشكل معلمة مهمة يعتبرها السكان المحليون مزارا مقدسا، بالإضافة إلى بقايا سورها الأمني في الجهة الشرقية وأطلال متناثرة لقصبة «أورير نتيضاف» التي أفردت على قمة جبل.
بني المسجد بتصميم ذي شكل مستطيل على مساحة طولها 48,10 مترا وعرضها 43,60 مترا وهو محاط بسور مرتفع تعلوه شرفات. تتكون قاعة الصلاة من تسع أروقة موجهة نحو القبلة، كما يشكل التقاء البلاط المحوري والرواق الموازي لجدار القبلة شكلا هندسيا على نحو الحرف اللاتيني T. أما القباب الثلاث فتتوزع بشكل منتظم على طول رواق القبلة، إلا أنه لم يتبق منها إلا واحدة في الزاوية الجنوبية الغربية. ترتكز أروقة المسجد على دعامات مبنية من الآجر بواسطة أقواس متنوعة الأشكال، تساهم في إعطاء جمالية خاصة لقاعة الصلاة، وتعلو المنبر والمحراب صومعة مستطيلة الشكل، وهو ما يعتبر استثناء في هندسة الجوامع بالمغرب. أما الصحن فيمتد شمال غرب قاعة الصلاة وهو محاط بأروقة. من حيث الزخرفية يشكل محراب تينمل إحدى روائع الفن الإسلامي بالمغرب.و صفوة القول أن مسجد تينمل يتميز بأحجام متوازنة وتناسق تركيبي تدريجي لمرافقه المركزة جميعها على عنصر المحراب ليس فقط على مستوى الزخرفة بل وحتى على مستوى الترابطات الهندسية وترابطات الأحجام.

### موكادور
هذا الموقع عبارة عن جزيرة صغيرة توجد قرب مدينة الصويرة، ويعتبر من أهم المواقع الفينيقية بغرب البحر الأبيض المتوسط.
أتبثت الحفريات الأثرية التي أجريت بالجزيرة وجود بقايا أركيولوجية تتمثل في أواني فخارية وأمفورات يرجع أقدمها إلى النصف الثاني من القرن السابع قبل الميلاد. وقد دلت الأبحاث الأركيولوجية أن جزيرة موكادور عرفت فترة فراغ ما بين القرن الخامس والأول ق.م، إلا أن وجود بعض القطع الفخارية ترجع للقرن الرابع ق.م يدل على وجود علاقات تجارية بين الجزيرة وباقي المدن الموريطانية بالمغرب القديم.
في عهد الملك الموري يوبا الثاني، عرفت الجزيرة ازدهارا مهما إذ كانت تتواجد بالموقع مصانع لاستخراج الصباغة الأرجوانية.
دلت الحفريات الأثرية على استيطان الجزيرة خلال الفترة الرومانية إلى حدود القرن الخامس الميلادي.

### جبل يغود
الموقع يقع بين مدينتي أسفي ومراكش. الحفريات التي تم القيام بها بهذا الموقع أدت إلى اكتشاف بقايا الإنسان وخاصة جمجمتين مع أدوات ترجع إلى الفترة الموستيرية وعظام حيوانات.
دراسة عظام الإنسان جعلت الباحث «إنوشي» يصنفها في عداد الإنسان النيوندرتالي، لكن الدراسات الحديثة أثبتت أن إنسان جبل يغود هو إنسان عاقل بدائي.
تاريخ الموقع يمكن آن يوضع بين 90.000 و 190.000 سنة، الشيء الذي يبين أن إنسان يغود يمكن أن يكون قد عاش في نفس الفترة أو في عهد سابق لأول إنسان عاقل عثر عليه بالشرق الأوسط.

### النقوش الصخرية
يعتبر المغرب من بين الدول الغنية بالنقوش الصخرية وهي تنتشر في عدة مناطق بالمغرب: منطقة جبال الأطلس والمناطق الشبه الصحراوية والصحراوية. يعتبر موقع أوكيمدن، الذي يوجد على بعد 72 كلم من مدينة مراكش، إلى جانب موقعي ياكورت وغات، من أهم مواقع النقوش الصخرية بالمغرب. ويعد هدا الموقع متحفا في الهواء الطلق يعرض مئات النقوش التي خلفها إنسان العصر البرونزي منذ (حوالي 5000 سنة)من خلال رسومات متنوعة والتي تجسد بعضا من مظاهر حياته اليومية.
في سنة 1948 م، تم اكتشاف أولى الرسوم من طرف معلم فرنسي خلال زيارة استكشافية قام بها إلى أوكميدن. وقد شجع هدا الاكتشاف الباحث«مالوم» سنة 1949 م على القيام بدراسات وأبحاث مكنت من جرد كم هائل من النقوش المختلفة، أبانت عن تعاقب حضارتي العصر الحجري الحديث ثم العصر البرونزي وعن استعمال تقنيات مختلفة، كتقنيتي النقر والصقل. وتطرقت هذه النقوش لمواضيع مختلفة من أبرزها الحيوانات بأحجام وأشكال مختلفة، والأشكال الآدمية إلى جانب مجموعة من الرسوم الهندسية وأخرى تمثل الأسلحة، كالخناجر والدروع والأقواس ورموز توحي بمعتقدات وممارسات يومية. إلا أن العوامل والأسباب التي دفعت بإنسان العصر البرونزي للنقش على الحجر تبقى غامضة، وقد تكون تعبيرا فنيا أو تجسيدا لشعائر عقائدية.
بالإضافة إلى أهميته الأركيولوجية، يشكل أوكميدن الذي يبلغ علوه 2.600 متر، قبلة للسياح وهواة رياضة التزحلق على الثلج ولمحبي الرياضات الجبلي.

## المصدر ووصلات خارجية
أنظر تصريح الاقتباس من موقع أدرار على الإنترنت